# 赵国强 (刑法学者)
趙國強（？—），男，中国刑法学者，中國人民大學法學博士，現為澳門大學法學院教授、博士生導師，華東政法大學及北京師範大學刑事科學研究院特聘教授，中國法學會刑法學研究會常務理事，澳門法律改革諮詢委員會委員。

## 主要著作
- 《刑事立法導論》
- 《澳門刑法總論》
- 《基本法與區際刑事司法協助》
- 《澳門刑法》
- 《澳門刑法》等；

主編的法律彙編和作品有：
- 《澳門特別行政區法律彙編（上下冊）》
- 《澳門法新論（上、中、下）》
- 《澳門特別刑法概論》
- 《澳門特別刑事法（實體法）研究》
- 《澳門人文社會科學研究選.法律卷》等